# Fowlerichthys
Fowlerichthys è un genere di pesci d'acqua salata appartenenti alla famiglia Antennariidae, sottofamiglia Antennariinae.

## Distribuzione e habitat
Con l'eccezione di Fowlerichthys senegalensis, diffusa nell'Atlantico orientale, tutte le altre 4 specie sono originarie dell'Oceano Pacifico. Abitano tutte acque basse o mediobasse: zona intertidale o al massimo acque della piattaforma continentale, non al di sotto dei 200 metri di profondità, in ambienti rocciosi e corallini.

## Descrizione
Come gli altri antennaridi presentano un corpo tozzo e ben poco idrodinamico, quasi sferico, con fronte alta, grande bocca rivolta verso l'alto e pinne pettorali prominenti, quasi a foggia di arti, che questi pesci usano per spostarsi tra rocce e coralli. Gli occhi sono piccoli. I primi tre raggi della pinna dorsale sono allungati e mobili, atti a formare un peduncolo che i pesci usano come esca. La livrea è tendenzialmente mimetica, con colori che variano da accesi (arancio, rosso, giallo) imitando i coralli, a spenti imitando rocce e fondali (beige, bruno, bianco). Come è caratteristico dei pesci dell'ordine Lophiiformes il corpo non è ricoperto da scaglie, ma munito di una pelle rugosa e ricca di formazioni filamentose e appendici cutanee, sempre a scopo mimetico.

Le dimensioni variano dai 7 cm di Fowlerichthys radiosus ai 38 cm di Fowlerichthys ocellatus.

## Riproduzione
Queste specie sono ovipare: le uova sono deposte in una massa gelatinosa galleggiante, dove rimangono fino alla schiusa.

## Alimentazione
Si nutrono di piccoli pesci e crostacei.

## Pesca
Alcune specie sono oggetto di pesca di sussistenza per l'alimentazione umana nei luoghi d'origine.

## Specie
Il genere comprende 5 specie:
- Fowlerichthys avalonis
- Fowlerichthys ocellatus
- Fowlerichthys radiosus
- Fowlerichthys scriptissimus
- Fowlerichthys senegalensis